# Retromer

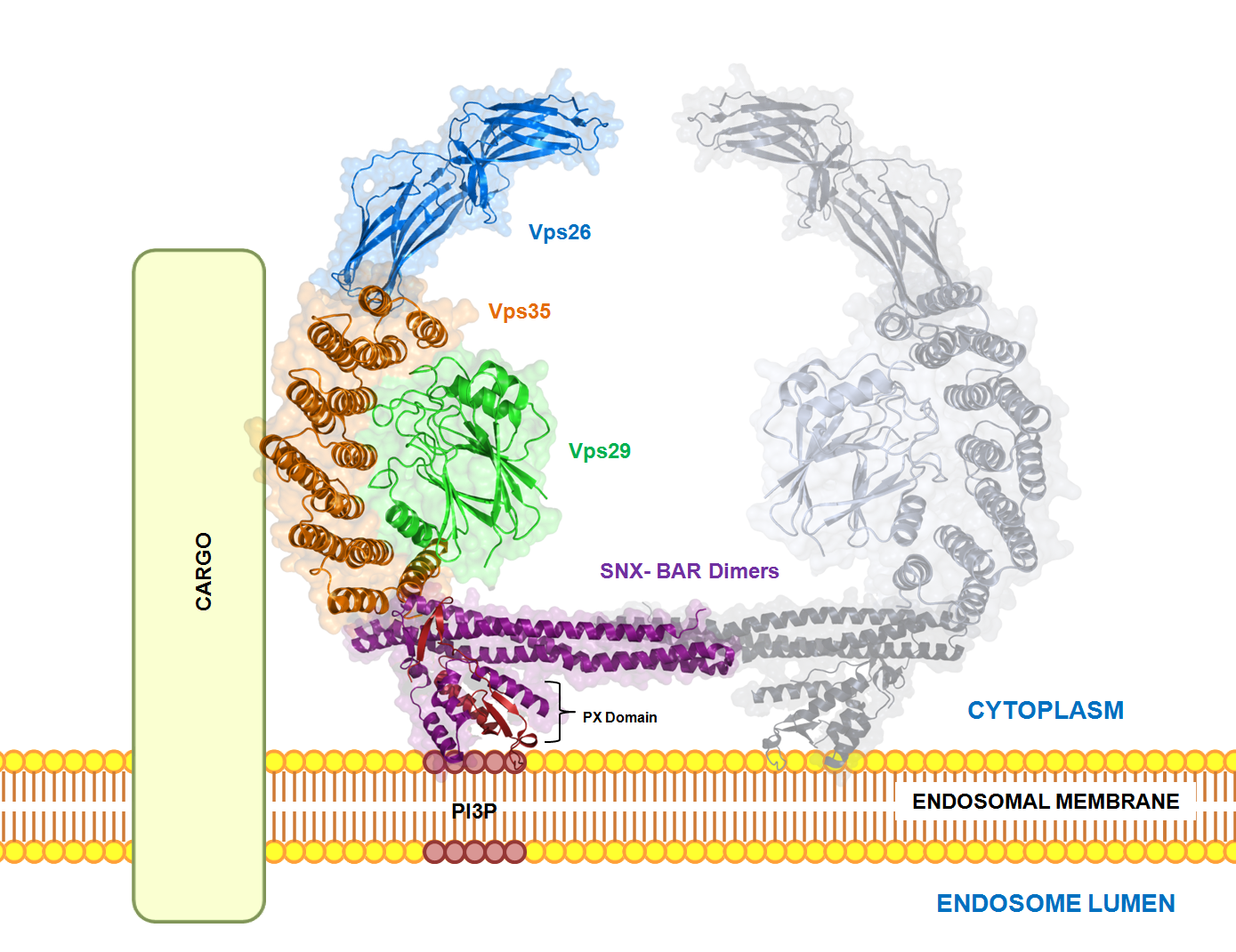
Retromerový komplex, vizualizace

Retromer je bílkovinný komplex, který umožňuje recyklaci použitých transmembránových receptorů z endozomů zpět do Golgiho aparátu (přesněji na jeho trans-stranu). Je složen z celé řady dílčích proteinů, u savců to jsou Vps26, Vps29, Vps35, sorting nexin jménem SNX1 a možná i SNX2, SNX5 a SNX6. Retromer umožňuje recyklaci několika významných receptorů, jako jsou kationt-independentní manóza-6-fosfátový receptor, receptory pro některé kyselé hydrolázy či kvasinkový protein Vps10, ale také Wnt receptor Wntless.